# Воскресенский сельский округ (Московская область)
Воскресенский сельский округ — упразднённая административно-территориальная единица, существовавшая на территории Ленинского района Московской области в 1994—2006 годах.
Воскресенский сельсовет был образован 25 октября 1984 года в составе Ленинского района Московской области. В сельсовет вошли следующие селения, переданные из Сосенского с/с: Воскресенское, Городище, Губкино, Каракашево, Лаптево, Расторопово и Ямонтово
3 февраля 1994 года Воскресенский с/с был преобразован в Воскресенский сельский округ.
5 июля 2003 года в Воскресенском с/о была образована деревня Милорадово.
В ходе муниципальной реформы 2004—2005 годов Воскресенский сельский округ прекратил своё существование как муниципальная единица. При этом все его населённые пункты были переданы в сельское поселение Воскресенское.
29 ноября 2006 года Воскресенский сельский округ исключён из учётных данных административно-территориальных и территориальных единиц Московской области.